# William Cullen Bryant
Pour les articles homonymes, voir Cullen et Bryant.
William Cullen Bryant (3 novembre 1794 - 12 juin 1878) était un poète romantique et journaliste américain.

## Biographie

### Jeunesse et formation
Né à Cummington dans le Massachusetts, il est le deuxième fils de Peter Bryant, un médecin prestigieux. Son lieu de naissance, où il passait ses étés, est maintenant devenu un musée. Ses ancêtres, du côté de son père et de sa mère, sont venus sur le Mayflower. Après ses études universitaires  au Williams College de à Williamstown (Massachusetts), il veut suivre des études de droit à l'université Yale, bien qu'admis il ne peut s'y inscrire pour des raisons financière, aussi il étudie le droit en prenant des cours privés auprès de juristes à Worthington et à Bridgewater et ayant les compétences nécessaires il est admis au barreau en 1815,.

### Carrière
William Cullen Bryant était intéressé par la poésie depuis sa tendre enfance. Son premier livre de versification, The Embargo, fut publié en 1808. Il publia son premier poème dès l'âge de dix ans. À l'âge de dix-sept ans, Bryant commença son premier grand ouvrage, le Thanatopsis, qui parut dans la North American Review en 1817. Il fut amélioré et élargi au fur et à mesure que les années passèrent. Le sujet du Thanatopsis est la destinée commune et unificatrice de la mort pour l'humanité. Le Thanatopsis était un des poèmes les plus lus de son époque. Bryant a aussi écrit Lines To a Waterfowl. L'œuvre de Bryant, écrit dans le style romantique anglais, célèbre la ruralité de la Nouvelle-Angleterre. Elle fut bien reçue du public. Parmi ce poèmes les plus connus figurent The Rivulet, The West Wind, The Forest Hymn et The Fringed Gentian.
Il exerça le métier d'avocat à Northampton, à Plainfield (Massachusetts) et à Great Barrington jusqu'en 1825 lorsqu'il se maria et déménagea à New York pour travailler au New York Review puis au New York Evening Post.
D'abord un rédacteur en chef adjoint, il devint rédacteur en chef en 1829 et conserva ce poste jusqu'à sa mort. Son journal était libéral et abolitionniste et il était farouchement opposé à l'esclavage. 
William Cullen Bryant  était un partisan politique pendant toute sa vie, d'abord en faveur du Free Soil Party, puis partisan du Parti républicain. Il était un fervent supporteur de la candidature présidentielle d'Abraham Lincoln en 1860. Mais il s'en éloignera pour ne pas avoir dès son investiture immédiatement aboli l'esclavage. 
Aussi, Bryant fonde le New York Medical College (en) en 1860,.
Vers la fin de sa vie, William Cullen Bryant  se concentra à analyser et à traduire les classiques grecs et latins, comme l'Iliade et l'Odyssée de Homère.
La poésie de William Cullen Bryant  est tendre et gracieuse, remplie d'une mélancolie contemplative et d'un amour pour la solitude et le silence de la forêt. Bien qu'il fût élevé dans l'admiration d'Alexander Pope, et même l'imitât dans sa jeunesse, il fut l'un des premiers poètes américains à exercer sa propre influence.

### Vie personnelle
En 1821, William Cullen Bryant épouse Frances « Fanny » Fairchild, le couple donne naissance à deux enfants : Frances en 1822 et Julia en 1832,.
William Cullen Bryant  décède en 1878 des complications liées à la suite d'une chute accidentelle.
William Cullen Bryant est inhumé au cimetière de Roslyn dans le comté de Nassau (État de New York).

### Divers

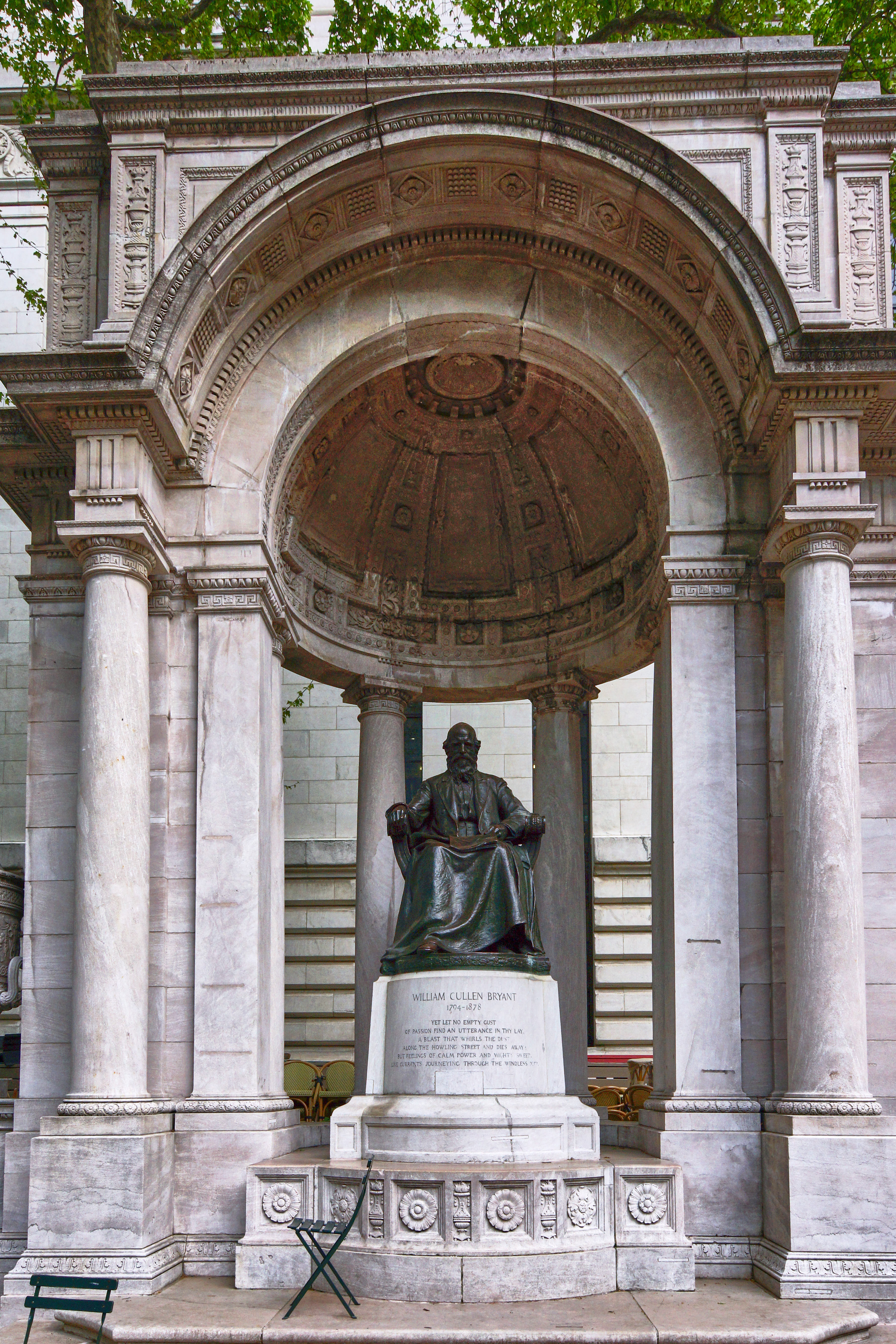
Statue de William Bryant au Bryant Park à New York.

On retrouve une poésie de Bryant dans le Journal Champêtre d'Edith Holden, Notes de la vie rustique sous le règne d'Edouard VII, 1906 : Mars.

« Mars le ténébreux est enfin arrivé. Vent, nuages et ciel changeant; J'entends s'engouffrer les rafales Qui s'élancent dans la vallée couverte de neige... »

Le Bryant Park à New York est nommé en son honneur.

## Œuvres

### Poèmes et prose
- Thanatopsis, Nabu Press, 1811, rééd. 22 octobre 2010, 108 p. (ISBN 9781172572823, lire en ligne),
- Poems of nature (ill. Paul de Longpré), D. Appleton, 1893, 138 p. (lire en ligne),
- The Poetical Works, AMS Press, 1903, rééd., 418 p. (ISBN 9780404011437, lire en ligne),
- The Illustrated Library of World Poetry, Gramercy Books, 14 février 1995, rééd. 1999, 918 p. (ISBN 9780517118924, lire en ligne),

### Correspondance
- The Letters of William Cullen Bryant: Volume I, 1809–1836, Fordham University Press, 1975, rééd. 2020, 502 p. (ISBN 9780823209910),
- The Letters of William Cullen Bryant: Volume II, 1836-1849, Fordham University Press, 1er janvier 1977, 568 p. (ISBN 9780823209927),
- The Letters of William Cullen Bryant: Volume III, 1849-1857, Fordham University Press, 1er janvier 1981, 564 p. (ISBN 9780823209934),

### Essais
- (en-US) William Aspenwall Bradley, William Cullen Bryant, New York, The Macmillan company, 1905, 252 p. (lire en ligne),
- (en-US) Albert F. McLean Jr., William Cullen Bryant, Twayne Publishers, juin 1964, rééd. 1 mars 1989, 168 p. (ISBN 9780805775280, lire en ligne),
- (en-US) John Bigelow, William Cullen Bryant (réimpr. 2004, éd.  University Press of the Pacific) (1re éd. 1970, éd. Gale Research Co), 376 p. (ISBN 9781410213907, lire en ligne),
- (en-US) Charles Henry Brown, William Cullen Bryant, Charles Scribner's Sons, 1er juin 1971, 616 p. (ISBN 9780684123707, lire en ligne),
- (en-US) Gilbert H. Muller, William Cullen Bryant: Author of America, State University of New York Press, 8 mai 2008, 468 p. (ISBN 9780791474679, lire en ligne),

### Articles
- (en-US) William J. Free, « William Cullen Bryant on Nationalism, Imitation, and Originality in Poetry », Studies in Philology, Vol. 66, No. 4,‎ juillet 1969, p. 672-687 (16 pages) (lire en ligne),
- (en-US) Robert A. Ferguson, « William Cullen Bryant: The Creative Context of the Poet », The New England Quarterly, Vol. 53, No. 4,‎ décembre 1980, p. 431-463 (33 pages) (lire en ligne),